# Hem Thon Ponleu
Hem Thon Ponleu (n. Nom Pen, 22 de octubre de 1990) es un nadador de estilo libre camboyano.

## Biografía
Hizo su primera aparición olímpica en los Juegos Olímpicos de Pekín 2008, donde nadó en la prueba de 50 metros libre e hizo un tiempo de 27.39, dejándole fuera de la semifinal en el puesto 79. En las siguientes olimpiadas, los Juegos Olímpicos de Londres 2012, nadó en la prueba de 50 m libre. Nadó en la tercera serie, y quedó octava de la misma con un tiempo de 27.03, insuficiente para pasar a las semifinales al quedar en la posición 48 en el sumario total.